# Zádveřice-Raková
Zádveřice-Raková é uma comuna checa localizada na região de Zlín, distrito de Zlín.